# アヴェロン川
アヴェロン川（アヴェロンがわ、Aveyron）は、フランス南部を流れる川であり、ガロンヌ川支流のタルン川の支流である。長さは291kmである。
水源は中央高地のen:Sévérac-le-Château付近にある。